# Beaumont-Pied-de-Bœuf (Sarthe)
Beaumont-Pied-de-Bœuf és un municipi francès situat al departament del Sarthe i a la regió de País del Loira. L'any 2007 tenia 496 habitants.

## Demografia

### Població
El 2007 la població de fet de Beaumont-Pied-de-Bœuf era de 496 persones. Hi havia 175 famílies de les quals 37 eren unipersonals (8 homes vivint sols i 29 dones vivint soles), 53 parelles sense fills, 69 parelles amb fills i 16 famílies monoparentals amb fills.
La població ha evolucionat segons el següent gràfic:
Habitants censats

### Habitatges
El 2007 hi havia 260 habitatges, 184 eren l'habitatge principal de la família, 53 eren segones residències i 23 estaven desocupats. 256 eren cases i 2 eren apartaments. Dels 184 habitatges principals, 147 estaven ocupats pels seus propietaris, 27 estaven llogats i ocupats pels llogaters i 10 estaven cedits a títol gratuït; 12 tenien dues cambres, 40 en tenien tres, 55 en tenien quatre i 77 en tenien cinc o més. 116 habitatges disposaven pel capbaix d'una plaça de pàrquing. A 76 habitatges hi havia un automòbil i a 90 n'hi havia dos o més.

### Piràmide de població
La piràmide de població per edats i sexe el 2009 era:
| Homes | Edats   | Dones |
| ----- | ------- | ----- |
| 0     | 95 o +  | 0     |
| 0     | 90 a 94 | 4     |
| 0     | 85 a 89 | 12    |
| 0     | 80 a 84 | 4     |
| 4     | 75 a 79 | 8     |
| 12    | 70 a 74 | 4     |
| 20    | 65 a 69 | 4     |
| 12    | 60 a 64 | 16    |
| 0     | 55 a 59 | 12    |
| 16    | 50 a 54 | 4     |
| 12    | 45 a 49 | 16    |
| 20    | 40 a 44 | 4     |
| 28    | 35 a 39 | 28    |
| 12    | 30 a 34 | 12    |
| 24    | 25 a 29 | 40    |
| 4     | 20 a 24 | 28    |
| 4     | 15 a 19 | 8     |
| 16    | 10 a 14 | 20    |
| 20    | 5 a 9   | 28    |
| 12    | 0 a 4   | 20    |

## Economia
El 2007 la població en edat de treballar era de 301 persones, 231 eren actives i 70 eren inactives. De les 231 persones actives 212 estaven ocupades (117 homes i 95 dones) i 18 estaven aturades (9 homes i 9 dones). De les 70 persones inactives 12 estaven jubilades, 26 estaven estudiant i 32 estaven classificades com a «altres inactius».

### Ingressos
El 2009 a Beaumont-Pied-de-Bœuf hi havia 193 unitats fiscals que integraven 508,5 persones, la mediana anual d'ingressos fiscals per persona era de 15.988 €.

### Activitats econòmiques
Dels 22 establiments que hi havia el 2007, 1 era d'una empresa extractiva, 1 d'una empresa alimentària, 3 d'empreses de fabricació d'altres productes industrials, 7 d'empreses de construcció, 2 d'empreses de comerç i reparació d'automòbils, 3 d'empreses d'hostatgeria i restauració, 2 d'empreses de serveis, 1 d'una entitat de l'administració pública i 2 d'empreses classificades com a «altres activitats de serveis».
Dels 7 establiments de servei als particulars que hi havia el 2009, 1 era un paleta, 1 guixaire pintor, 2 fusteries, 1 lampisteria, 1 electricista i 1 restaurant.
L'any 2000 a Beaumont-Pied-de-Bœuf hi havia 24 explotacions agrícoles que ocupaven un total de 1.504 hectàrees.

## Equipaments sanitaris i escolars
El 2009 hi havia una escola elemental integrada dins d'un grup escolar amb les comunes properes formant una escola dispersa.

## Poblacions més properes
El següent diagrama mostra les poblacions més properes.